# Lode Runner 2 (jeu vidéo, 1998)
Pour les articles homonymes, voir Lode Runner (homonymie).
Lode Runner 2 est un jeu vidéo de plates-formes et de réflexion développé par Presage Software et édité par GT Interactive, sorti en 1998 sur Windows et Mac.

## Accueil
- Macworld : 3/5[1]